# Eremosphaeraceae
Еремосферові (Eremosphaeraceae) — родина зелених водоростей ряду Chlorellales.